# Campeonato Mundial de Snowboard de 2011 - Big air masculino
A prova do big air masculino do Campeonato Mundial de Snowboard de 2011 foi disputado no dia 15 de janeiro  em Barcelona na Espanha.

## Medalhistas
| Ouro                  | Prata             | Bronze                  |
| Petja Piiroinen (FIN) | Seppe Smits (BEL) | Rocco Van Straten (NED) |

## Resultados

### Qualificação
A qualificação ocorreu dia 15 de janeiro. 
| Colocação | Bib | Nome                    | Nacionalidade  | Descida 1 | Descida 2 | Melhor | Notas |
| --------- | --- | ----------------------- | -------------- | --------- | --------- | ------ | ----- |
| 1         | 39  | Mathieu Crepel          | França         | 14.6      | 29.0      | 29.0   | Q     |
| 2         | 49  | Aleksi Partanen         | Finlândia      | 28.00     | 9.2       | 28.0   | Q     |
| 3         | 6   | Clemens Schattschneider | Áustria        | 27.8      | 11.9      | 27.8   | Q     |
| 4         | 33  | Seppe Smits             | Bélgica        | 26.7      | 27.7      | 27.7   | Q     |
| 5         | 2   | Marco Grilc             | Eslovênia      | 25.5      | 27.3      | 27.3   | Q     |
| 6         | 1   | Gian-Luca Cavigelli     | Suíça          | 26.9      | 13.7      | 26.9   | Q     |
| 7         | 50  | Zachary Stone           | Canadá         | 26.9      | 9.9       | 26.9   | Q     |
| 8         | 10  | Rocco Van Straten       | Países Baixos  | 26.8      | 26.5      | 26.8   | Q     |
| 9         | 5   | Petja Piiroinen         | Finlândia      | 14.4      | 26.7      | 26.7   | Q     |
| 10        | 7   | Ville Paumola           | Finlândia      | 26.1      | 12.4      | 26.1   | Q     |
| 11        | 32  | Roope Tonteri           | Finlândia      | 11.7      | 26.1      | 26.1   | Q     |
| 12        | 29  | Markku Koski            | Finlândia      | 8.9       | 25.6      | 25.6   | Q     |
| 13        | 28  | Thomas Franc            | Suíça          | 17.3      | 25.1      | 25.1   |       |
| 14        | 30  | Niklas Matsson          | Suécia         | 24.9      | 6.5       | 24.9   |       |
| 15        | 28  | Harrison Gray           | Canadá         | 24.1      | 9.7       | 24.1   |       |
| 16        | 47  | Luka Jeromel            | Eslovênia      | 22.8      | 10.2      | 22.8   |       |
| 17        | 37  | Niklas Askmyr           | Eslovênia      | 22.3      | 8.3       | 22.3   |       |
| 18        | 31  | Stefan Falkeis          | Áustria        | 10.0      | 21.4      | 21.4   |       |
| 19        | 14  | Steve Krijbolder        | Países Baixos  | 5.2       | 21.4      | 21.4   |       |
| 20        | 20  | Nick Hyne               | Nova Zelândia  | 21.2      | 19.7      | 21.2   |       |
| 21        | 42  | Martin Cernik           | Chéquia        | 19.5      | 20.7      | 20.7   |       |
| 22        | 40  | Jan Necas               | Chéquia        | 19.8      | 7.4       | 19.8   |       |
| 23        | 43  | Carlos Manich           | Espanha        | 16.9      | 19.6      | 19.6   |       |
| 24        | 15  | Carlos Torner           | Espanha        | 19.1      | 10.8      | 19.1   |       |
| 25        | 48  | Taylor Gold             | Estados Unidos | 19.1      | 7.5       | 19.1   |       |
| 26        | 24  | Simon Gruber            | Itália         | 19.0      | 14.7      | 19.0   |       |
| 27        | 21  | Aluan Ricciardi         | França         | 17.7      | 7.4       | 17.7   |       |
| 28        | 12  | Mario Kaeppeli          | Suíça          | 8.7       | 15.0      | 15.0   |       |
| 29        | 23  | Julien Beaulieu         | Espanha        | 13.9      | 6.0       | 13.9   |       |
| 30        | 34  | Max Buri                | Suíça          | 9.7       | 13.2      | 13.2   |       |
| 31        | 11  | Dimi de Jong            | Países Baixos  | 12.0      | 10.7      | 12.0   |       |
| 32        | 51  | Petr Horak              | Chéquia        | 12.0      | 4.5       | 12.0   |       |
| 33        | 9   | Pim Stigter             | Países Baixos  | 11.7      | 5.4       | 11.7   |       |
| 34        | 22  | Marco Donzelli          | Itália         | 11.4      | 9.7       | 11.4   |       |
| 35        | 16  | Bjorn Simons            | Bélgica        | 7.5       | 11.2      | 11.2   |       |
| 36        | 46  | Alexandre Leblanc       | Canadá         | 11.1      | 9.0       | 11.1   |       |
| 37        | 18  | Giorgio Ciancaleoni     | Itália         | 8.6       | 10.9      | 10.9   |       |
| 38        | 52  | Liam Ryan               | Nova Zelândia  | 8.5       | 10.4      | 10.4   |       |
| 39        | 27  | Michael Macho           | Áustria        | 10.1      | 9.0       | 10.1   |       |
| 40        | 26  | Paul Brichta            | Estados Unidos | 10.0      | 8.4       | 10.0   |       |
| 41        | 4   | Matevz Petek            | Estados Unidos | 9.9       | 7.0       | 9.9    |       |
| 42        | 17  | Josep Castellet         | Espanha        | 7.1       | 9.7       | 9.7    |       |
| 43        | 8   | Matevz Pristavec        | Eslovênia      | 7.7       | 7.5       | 7.5    |       |
| 44        | 41  | Lorenzo Buzzoni         | Itália         | 2.6       | 6.1       | 6.1    |       |
| 45        | 45  | Isaac Verges            | Estados Unidos | 7.0       | 6.8       | 7.0    |       |
| 46        | 3   | Kevin Bronckaers        | Bélgica        | 00        | 00        |        | DNS   |
| 47        | 13  | Dimitry Mindrul         | Rússia         | 00        | 00        |        | DNS   |
| 48        | 19  | Geza Kinda              | Roménia        | 00        | 00        |        | DNS   |
| 49        | 25  | Nicki Lund Randeris     | Dinamarca      | 00        | 00        |        | DNS   |
| 50        | 35  | Sergey Tarasov          | Rússia         | 00        | 00        |        | DNS   |
| 51        | 36  | Alexey Sobolev          | Rússia         | 00        | 00        |        | DNS   |
| 52        | 44  | Nikolay Bilanin         | Rússia         | 00        | 00        |        | DNS   |

### Final
A final ocorreu em  15 de janeiro. 
| Colocação         | Bib | Nome                    | Nacionalidade | Dscida 1 | Descida 2 | Descida 3 | 2 melhores | Notas |
| ----------------- | --- | ----------------------- | ------------- | -------- | --------- | --------- | ---------- | ----- |
| Medalha de ouro   | 5   | Petja Piiroinen         | Finlândia     | 25.5     | 9.6       | 26.2      | 51.7       |       |
|                   | 50  | Zachary Stone           | Canadá        | 21.2     | 11.9      | 27.7      | 48.9       | DSQ   |
| Medalha de prata  | 33  | Seppe Smits             | Bélgica       | 24.1     | 7.6       | 24.8      | 48.9       |       |
| Medalha de bronze | 10  | Rocco Van Straten       | Países Baixos | 18.5     | 20.6      | 26.8      | 47.4       |       |
| 5                 | 49  | Aleksi Partanen         | Finlândia     | 23.9     | 21.8      | 21.9      | 45.8       |       |
| 6                 | 39  | Mathieu Crepel          | França        | 28.4     | 14.1      | 13.2      | 41.6       |       |
| 7                 | 1   | Gian-Luca Cavigelli     | Suíça         | 26.6     | 11.3      | 14.1      | 40.7       |       |
| 8                 | 2   | Marco Grilc             | Eslovênia     | 26.3     | 9.9       | 13.7      | 40.0       |       |
| 9                 | 7   | Ville Paumola           | Finlândia     | 22.5     | 24.8      | 10.5      | 35.3       |       |
| 10                | 32  | Roope Tonteri           | Finlândia     | 5.7      | 9.1       | 12.4      | 21.5       |       |
| 11                | 6   | Clemens Schattschneider | Áustria       | 4.6      | 7.9       | 12.2      | 20.1       |       |
| 12                | 29  | Markku Koski            | Finlândia     | 10.5     | 13.8      | DNS       | 13.8       |       |

Legenda
| Recorde mundial       | Recorde mundial (World record)               |                       | Recorde africano                      | Recorde africano (African) |                                           | Q | Classificado por posição (Qualified) |
| Recorde do campeonato | Recorde do campeonato (Championship record)  | Recorde da América    | Recorde da América (Americas)         | q                          | Classificado por melhor tempo (Qualified) |   |                                      |
| Melhor marca do ano   | Melhor marca do ano (World leading)          | Recorde asiático      | Recorde asiático (Asian)              | DNS                        | Não largou (Did not start)                |   |                                      |
| Recorde nacional      | Recorde nacional (National record)           | Recorde europeu       | Recorde europeu (European)            | DNF                        | Não terminou (Did not finish)             |   |                                      |
| Recorde pessoal       | Recorde pessoal do atleta (Personal best)    | Recorde da Oceania    | Recorde da Oceania (Oceania)          | DSQ / DQ                   | Desclassificado (Disqualified)            |   |                                      |
| Recorde da temporada  | Recorde da temporada do atleta (Season best) | Recorde sul-americano | Recorde sul-americano (South America) | NM                         | Sem marca (No mark)                       |   |                                      |